# Call of Duty: Black Ops - Zombies
Call of Duty: Black Ops - Zombies è un videogioco sparatutto in prima persona sviluppato da Ideaworks Game Studio e pubblicato da Activision il 1º dicembre 2011. È il seguito di Call of Duty: World at War - Zombies.
Dal 25 Luglio 2018 non è più disponibile in Europa.

## Mappe
Kino der Toten
In questa mappa i giocatori si ritrovano in un cinema nazista in rovina. Una volta attivato l'interruttore, i giocatori possono attivare le trappole, comprare le bevande, utilizzare le mitragliatrici che si trovano nella mappa ed utilizzare il teletrasporto; quest'ultimo porta i giocatori nella sala di proiezione dov'è possibile acquistare granate e potenziare le armi con il Pack a Punch (Mano Pesante) al costo di 5000.
Ascension
In questa mappa i giocatori si trovano in una stazione spaziale. In essa troviamo cinque perk al posto di quattro,di cui due nuovi : Quick Revive ; Juggernog ; Speed Cola ; Phd Flopper (annulla i danni da caduta e dalle esplosioni) e Stamin - up(aumenta la velocità). Sono presenti inoltre due nuovi tipi di granate : le matriosche e i buchi neri. Al posto del round con i cani troviamo un round dove bisogna combattere scimmie spaziali. Esse andranno o ad attaccare il giocatore o a disturbare i perk. Se i perk vengono colpiti troppe volte esso scomparirà e bisognerà acquistarlo di nuovo. È presente anche il pack - a - punch.
Dead ops Arcade
Dead ops arcade o DoA, è un mini-gioco competitivo dove la visuale è in terza persona. I giocatori partono con una M-60 e successivamente appaiono delle armi che però il giocatore avrà per un tempo limitato. Oltre alle armi compaiono anche dei bonus, come una gallina che sparerà insieme al giocatore o varie barriere protettive. Ogni 4 round comparirà un teletrasporto che porterà i giocatori in una nuova dimensione.